# Isopogon petiolaris
Isopogon petiolaris (лат.) — кустарник, вид рода Изопогон (Isopogon) семейства Протейные (Proteaceae), эндемик восточной Австралии. Невысокий раскидистый куст с остроконечными, разделёнными листьями и шаровидными цветочными головками жёлтых цветков.

## Ботаническое описание
Isopogon petiolaris — невысокий раскидистый кустарник высотой до 1 м с красновато-коричневыми веточками. Листья в основном имеют длину 90-150 мм, перисто- или тройно- разделённые, неразделённая часть 60-100 мм в длину, лепестки 3-7 мм в ширину и резкозаострённые. Цветки расположены в сидячих, более или менее сферических головках диаметром 15-20 мм, окружённых листьями с обернутыми прицветниками у основания. Цветки 8-10 мм в длину, жёлтые и более или менее гладкие. Цветение происходит с июля по ноябрь. Плод представляет собой опушённый орех, сросшийся с другими в сферическую или овальную головку 12-16 мм в диаметре.

## Таксономия
Впервые этот вид был официально описан 1830 году Робертом Броуном в Supplementum primum Prodromi florae Novae Hollandiae из образцов, собранных в 1827 году недалеко от залива Моретон Алланом Каннингемом.

## Распространение и местообитание
Эндемик Австралии. Растёт в каменистых местах в лесах и эвкалиптовых пустошах от региона Дарлинг-Даунс на юго-востоке Квинсленда и на юге через Северное плоскогорье до близ Парраматты и на западе до леса Пиллига и города Паркс.

## Охранный статус
Международный союз охраны природы классифицирует природоохранный статус вида как «вызывающий наименьшие опасения».